# Grok
Grok je chatbot s generativní umělou inteligencí, vyvinutý společností xAI. Je založen na stejnojmenném velkém jazykovém modelu (LLM) a byl spuštěn v roce 2023 na základě iniciativy Elona Muska. Chatbot byl představen s tím, že má „smysl pro humor“ a přímý přístup k sociální síti X. Nabízí funkci Deepsearch, která vyhledává informace na internetu mnohem podrobněji, než ChatGPT. Také může upravovat a generovat obrázky podobně, jako jiné modely umělé inteligence a má schopnost „myslet“, která slouží ke složitějším úlohám, jako jsou matematické výpočty, generování kódů a podobně. Model Grok3 byl trénován na superpočítači Colossus.
Dne 9. července 2025 byly vydány verze Grok4 a Grok4 Heavy, spolu s aktualizacemi ostatních verzí. Společnost xAI při té příležitosti oznámila, že tyto nové verze jsou dle srovnávacích testů výkonnější než všechny konkurenční modely. Následně 9. srpna 2025 společnost oznámila plán vydat verzi BabyGrok, bezpečnou verzi zaměřenou na vzdělávací potřeby dětských uživatelů.